# Santé au Mali

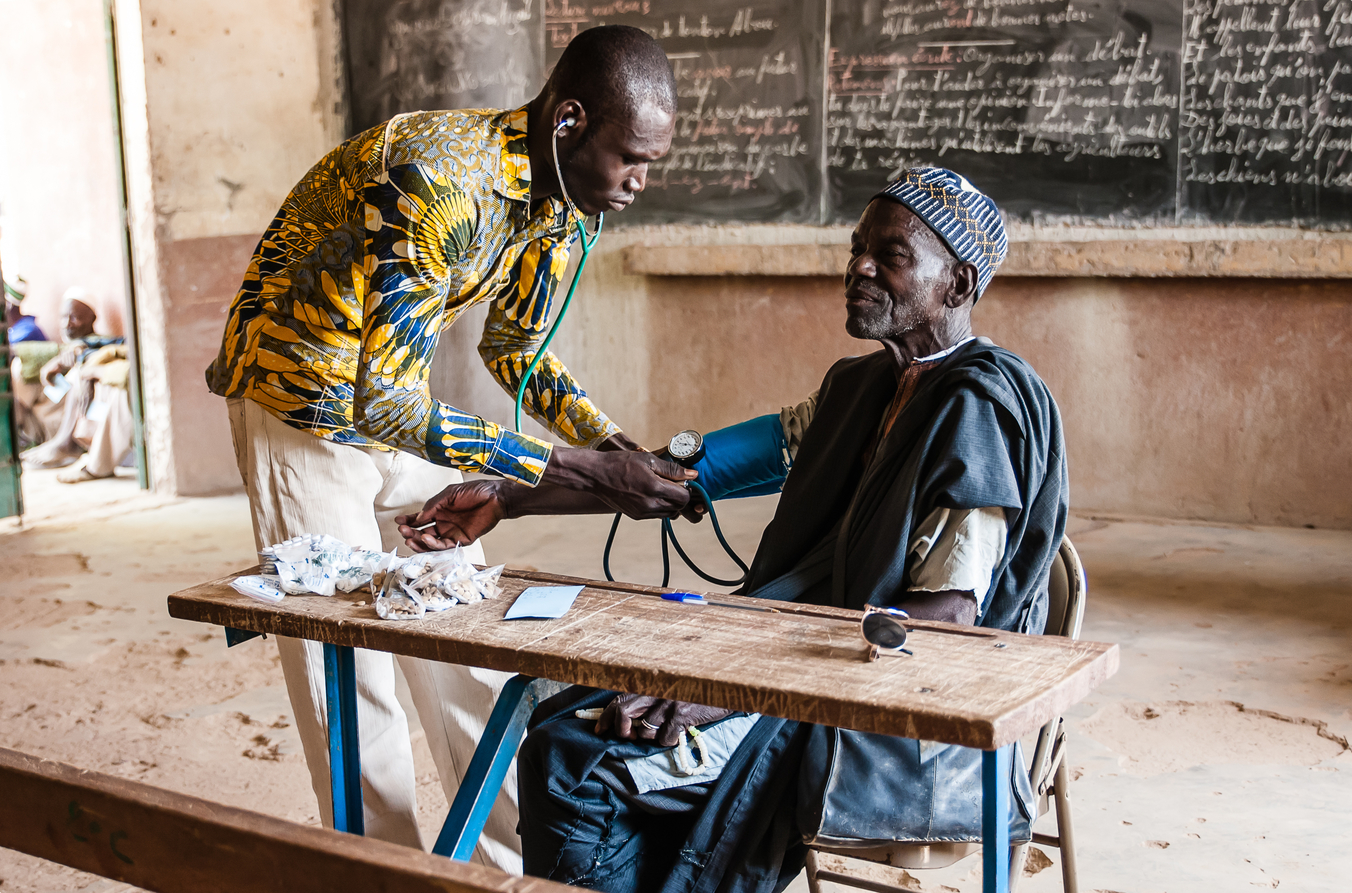
Examen médical dans une école près de Koutiala.

Le Mali, pays enclavé de l'Afrique occidentale d'une superficie de 1 240 342 km2, comme tous les pays, a un système de santé spécifiquement propre à lui qui va améliorant au fil des années.

## Historique
Le Mali est composé de huit régions administratives et du district de Bamako dont les chefs-lieux sont Kayes, Koulikoro, Ségou, Mopti, Tombouctou, Gao, Kidal et Sikasso. Chaque région est composée de 49 cercles, les cercles et le district de Bamako sont divisés en des communes. Pour mener à bien sa politique de santé, la République du mali a ratifié  plusieurs politiques universelles de santé. Entre autres celle de la Santé pour Tous (1977), la Stratégie des Soins de Santé primaires (Alma-Ata 1978), le Scénario du Développement en 3 phases (Lusaka 1985), l’Initiative de Bamako (Bamako, 1987) et la Santé pour Tous au XXIe siècle (Genève 1998). Toutes ces conventions ont abouti à la libération des secteurs médical et pharmaceutique pour permettre l’exercice privé dans les années 1980. Après les années 1990, le Mali, sur le plan national, a pris plusieurs mesures pour mieux assoir sa politique sanitaire, ainsi différents plans décennaux de développement sanitaire et social (PDDSS) ont vu le jour.

## Structure de santé
On en dénombre plusieurs structures qui offrent des soins : les structures sanitaires publiques, les structures sanitaires privés à but non lucratif et lucratif, les structures de soins du secteur parapublic et les tradithérapeutes.

### Structures sanitaires publiques

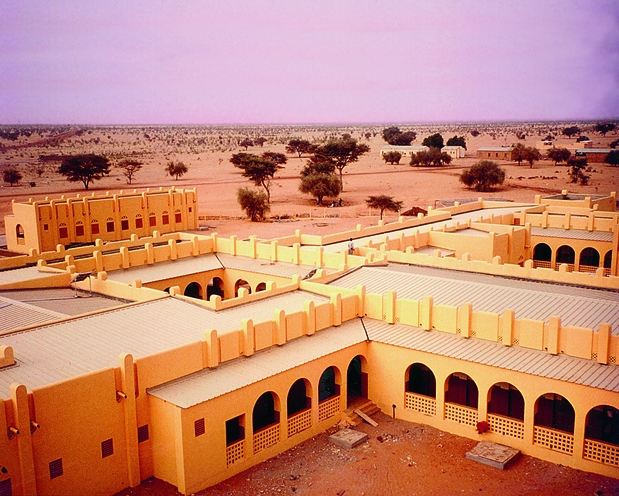
Hôpital au Mali

Parmi les Structures sanitaires publiques, on compte les centres de santé communautaires (CSCOM) qui sont plus proches des populations, les Centres de santé de référence (CSREF), les hôpitaux régionaux et les établissements publics hospitaliers de 3e référence.
L'organisation de ces structures est pyramidale : à la base se trouvent les districts sanitaires, au nombre de 58. C'est dans le cadre de la politique sectorielle que les districts sanitaires ont été découpés en des aires de santé qui regroupent au minimum 5 000 habitants. Après découpage, 1 044 aires de santé ont été recensées et parmi ces aires de santé seulement 559 disposent à ce jour de CSCOM. Le CSCOM est par ailleurs le lieu de contact dans chaque aire car plus proche des populations.
Un peu plus au-dessus se trouvent les CSREF, chaque district sanitaire en dispose d'un. Il y a 58 CSREF ayant pour particularité d'avoir un personnel plus qualifié et dynamique pour les soins et pour les cas spécialement transmis par les CSCOM pour manque de matériel de soins où autres problèmes.
Au-dessus des CSREF, on a les hôpitaux régionaux qui sont dans les différents chefs-lieux de régions, on en compte 7. Les hôpitaux régionaux procurent des soins et reçoivent les malades pour les cas d'urgence référés par les CSREF.
Au sommet de la pyramide sanitaire, il y a les établissements publics hospitaliers de 3e référence nommément appelé hôpitaux nationaux qui ne sont pas assez nombreux, ce sont : l'hôpital du point G, l'hôpital Gabriel Touré et l’hôpital de Kati, et les établissements spécialisés (Centre national d’OdontoStomatologie, Institut d'ophtalmologie tropicale de l'Afrique, Centre national de Transfusion sanguine, l'Institut national de Recherche en Santé publique, etc.
En plus de ces structures, les autorités ne ménagent pas leurs efforts en ce qui concerne le développement du système de santé. C'est ainsi que par le biais de la coopération sino-malienne un nouveau centre hospitalier dénommé Hôpital du Mali a été inauguré en septembre 2010 à Bamako dans le quartier de Missabougou. Cet hôpital s'ajoute aux hôpitaux de 3e référence. Et de celui de Mopti, qui est une réalisation du PADSS de Mopti. Inauguré en mars 2014, portant le nom d’hôpital Sominé Dolo de Mopti, d'une capacité de 122 lits, il est dit hôpital de  2e référence qui a été réhabilité de plus belle, grâce à des coopérations de l'Agence Française de Développement (AFD) et de la Coopération Technique Belge (CTB).

### Structures de santé privées
Les structures privées de santé sont devenues une composante clé du système de santé. On en distingue deux types: le secteur privé à but lucratif et non lucratif :
Le secteur privé à but lucratifLe secteur privé à but lucratif existe comme une entreprise individuelle ou de groupement.Bien qu'en étant privées, elles tissent un lien avec l’État à travers les ordres professionnels de la santé entre autres les médecins, les sages-femmes et les pharmaciens. Ainsi on a des établissements médicaux et paramédicaux, ce sont les cliniques privées et les cabinets de consultations et de soins. Il existe également des établissements pharmaceutiques qui opèrent dans le privé : les officines de pharmacie et dépôts privés de médicaments, des établissements d’importation et de ventes en gros des produits pharmaceutiques, des établissements de fabrication de produits pharmaceutiques, des laboratoires d’analyses.
Le secteur privé à but non lucratifLe secteur privé à but non lucratif existe grâce à des associations, fondations ou des congrégations religieuses et aux ONG nationales et internationales qui offrent leur service dans ce cadre. Entre ces associations, nous pouvons citer les ASACO (Association de Santé Communautaire)

### Secteurs parapublics
Ce secteur regroupe entre autres, les infirmeries et maternités des forces armées et de sécurité, les centres médicaux inter-entreprises de l'Institut National de Prévoyance Sociale (INPS) et le reseau de distribution de la pharmacie populaire du Mali.

### Médecine traditionnelle
Sollicitée par les plus démunis, la médecine traditionnelle n'est pas en reste dans la production des soins, pour permettre une meilleure vulgarisation de cette branche de la santé, l'État a pris un certain nombre de mesures. L'autorisation de l'ouverture des cabinets privés de consultations et des soins traditionnels, d'herboristeries et d'unité de production de médicaments traditionnels améliorés. Plusieurs départements ont été créés pour mieux valoriser cette forme de soins qui est souvent reléguée au second plan.